# Шершни (Барский район)
Шершни (укр. Шершні) — село в Барском районе Винницкой области Украины.
Код КОАТУУ — 0520285615. Население по переписи 2001 года составляет 234 человека. Почтовый индекс — 23026. Телефонный код — 4341.
Занимает площадь 0,575 км².

## Адрес местного совета
23026, Винницкая область, Барский р-н, с.Чемерисское